# فلم لو هافر
«لو هافر» (بالفرنسية: Le Havre) فيلم كوميدي درامي إنتاج فيلبيني فرنسي ألماني مشترك. كتابة وإخراج أكي كاوريسمكي وقد صدر في 8 سبتمبر 2011. تم اختيار هذا الفيلم ليشارك في المسابقة الرسمية لمهرجان كان 2011 وقد حصل على جائزة لويس دولوك.

## القصة
تقوم الشرطة بالقبض على مجموعة من المهاجرين الغير الشرعيين من أفريقيا، على مرفأ لو هافر (Le Havre). يتمكن إدريس -وهو شاب صغير- من الهرب من الشرطة والالتجاء بشخص يعمل كملمع أحذية ويدعى مارسيل ماركس، والذي تعاني زوجته أرليتي من مرض عضال.
حيث أن الأخير يساعد إدريس في الاختباء، ويحاول مساعدته في المرور إلى إنجلترا، حيث تنتظره والدته. تدخل أرليتي إلى المشفى وتطلب من الأطباء عدم إخبار زوجها بمدى خطورة حالتها.  
يوافق رئيس الصيادين على حمل إدريس على سفينته وتسليمه في البحر إلى زميل مهنة له إنجليزي، مقابل ثلاثة آلاف يورو. ولجمع هذا المبلغ يقوم مارسيل بإقناع عازف الروك المحلي ليتل بوب بالقيام بأداء حفل موسيقي خيري. يتشاجر ليتل بوب مع زميله، فيضطر مارسيل لمصالحتهما.
تتعقد مهمة تخبئة إدريس شيئاً فشيئاً؛ حيث يقوم أحد الجيران بإبلاغ الشرطة عنهم. مع ذلك، يُبدي المفوض -المسؤول عن التحقيق- مونيه، قدر ضئيل من الحماسة حيال اعتقال طفل، فيحذر مارسيل خفية من مداهمة يتم التحضير لها. يستطيع مارسيل نقل إدريس إلى القارب، بمساعدة تجار الحي ومهاجر آخر عمل على تسوية وضعه ويدعى تشانغ، ولكن سرعان ما ينضم إليهم أفراد الشرطة، ولكن المحقق مونيه ينقذ الموقف بالجلوس على الصندوق الذي كان يختبه به الفتى الصغير أثناء تفتيش القارب. يغادر إدريس مبحراً، ويعود مارسيل إلى المشفى ليجد سرير زوجته فارغاً. يتم أخذه للطبيب الذي يعلمه بأن زوجته... قد تعافت بمعجزة ! 

## الأدوار
- أندريه ويلمز : مارسيل ماركس
- كاتي أوتينن : أرليتي ماركس، زوجة مارسيل
- جان بيير داروسان: المفوض مونيه
- بلوندان ميجيل: إدريس صالح، المهاجر الصغير
- إلينا سالو: كلير، مديرة بار «لا مودرن»
- إيفيلين ديدي: إيفيت، الخبازة
- فرانسوا مونييه: البقال
- كووك دانج نغوين: تشانغ، زميل مارسيل في تلميع الأحذية
- روبيرتو بيازا: ليتل بوب، مغني الروك
- بيير إيتيه: الطبيب بكر
- جان بيير ليو : الجار المخبر
- فانسون لوبودو: فرانسيس، مدير الصيادين
- جيروم بوير: شرطي الحدود
- أومبان أوكسيت: محمد صالح، جد إدريس
- باتريك بونيل: مدير مركز الاحتجاز
- جون لوك جويون فيرمان: اللاجئ من كاليه
- لوسي فيغو: بائعة الساندويشات
- لاييكا: كلبة مارسيل

## الجوائز
- مهرجان كان السينمائي 2011
  -  جائزة فيبرسكي للنقد الدولي
  -  جائزة لجنة التحكيم المسكونية
- جائزة لويس دولوك 2011
- جائزة هومانوم لعام 2012 من اتحاد الصحافة السينمائية البلجيكية | اتحاد الصحافة البلجيكية
- جائزة آرّي لعام 2011 في مهرجان ميونيخ السينمائي كأفضل فيلم أجنبي
- جائزة جولد هيوغو لعام 2011 كأفضل فيلم في مهرجان شيكاغو السينمائي الدولي
- جائزة الفيلم الفنلندي عام 2012، وقد حاز فيلم لو هافر على جوائز ضمن 6 فئات أهمها: أفضل فيلم وأفضل إخراج.

### ألقاب
- -  جائزة سيزار لعام 2012 :
    - جائزة سيزار لأفضل فيلم فرنسي
    -  جائزة سيزار لأفضل مخرج
    -  جائزة سيزار لأفضل ديكور

  -  جائزة السينما الأوروبية 2011 :
    -  أفضل فيلم أوروبي
    -  أفضل مخرج
    -  أفضل مؤلف
    -  أفضل ممثل

## تحليل
قام المؤلف كاوريسمكي بعمل تداخل بين عصرين: الأول وهو أيام الستينات والسبعينات (اختيار المسكن والسيارات المستخدمة في ذاك العصر)، والثاني وهو الوقت الحاضر (استخدام الهواتف المحمولة، الكرافانات)
يوضح المخرج الفنلندي رؤيته عن لو هافر، عن طريق تقديمه بإطلالة رومانسية قد عفا عليها الزمن.
من خلال رؤية إنسانية، يعالج المخرج مسألة الهجرة الأبدية، لا سيما في مدينة ساحلية مثل لوهافر، مظهراَ التعاطف بلا أحكام ذاتية مسبقة.

## روابط خارجية
- مقالات تستعمل روابط فنية بلا صلة مع ويكي بيانات